# 蕭昇
蕭昇（14世紀—15世紀），字彥高，湖廣黃州府黃岡縣人，明朝政治人物。

## 生平
蕭昇是永樂三年（1405年）的舉人，次年（1406年）聯捷進士，獲授福建道監察御史，九年後（1415年）上疏回鄉省親，明成祖下令給予他路費，賜敕褒獎；左中允王愷寫下文章送給他，當中有「禮以律身，明以折獄，皂囊曉進，臺閣生風，白簡夕飛，奸回落膽。」的句子，為朝廷人士重視，死後入祀鄉賢祠。

## 引用
1. 1 2  光緒《黃岡縣志·卷十·人物志》：蕭昇，字彥高，黃岡人，永樂丙戌進士，拜監察御史九載，上疏省親，文皇命給道里費，賜敕褒之，中允王愷贈之文，稱其「禮以律身，明以折獄，皂囊曉進，臺閣生風，白簡夕飛，奸回落膽。」其見重於朝如此，卒祀鄉賢。
2. ↑  光緒《黃岡縣志·卷七·選舉志》：進士……（永樂）四年丙戌 蕭昇 福建道御史，有傳……舉人……三年乙酉……蕭昇 中會試
3. ↑  四庫全書《湖廣通志·卷四十八·鄉賢志》：蕭昇，《分省人物考》（云）字彥高，黃岡人，永樂丙戌進士，拜監察御史九載，上疏省親，文皇命給道里費，賜勅褒之，中允王愷贈之文，稱其「禮以律身，明以折獄，皂囊曉進，臺閣生風，白簡夕飛，奸回落膽。」其見重朝署如此。